# 奧爾登鎮區 (伊利諾伊州)
奧爾登鎮區（英語：Alden Township）是位於美國伊利諾伊州麥克亨利縣的一個行政鎮區。

## 地方資料
根據2010年美國人口普查的數據，奧爾登鎮區的面積為86.60平方千米，當中陸地面積為86.50平方千米，而水域面積為0.10平方千米。當地共有人口4026人，而人口密度為每平方千米46.49人。